# Mihovil Abramić
Mihovil Abramić (Pola, 12 maggio 1884 – Spalato, 8 maggio 1962) è stato un archeologo croato.

## Biografia
Nato nell'Istria asburgica, studiò archeologia e storia antica all'Università di Vienna, lavorò poi all'Österreichisches Archäologisches Institut, attuando scavi in varie località della costiera dalmata, come sull'isola di Veglia e a Signo (dal 1909 al 1913). Diresse in seguito il Museo archeologico di Aquileia, seguendone la transizione dallo Stato austriaco a quello italiano. Nel 1920 passò a quello di Spalato, di cui tenne la direzione dal 1926 al 1950.
Si occupò di archeologia classica ed epigrafia antica, dedicandosi in particolare allo studio della colonizzazione greca nell'Adriatico e della cultura illirica in età romana. Condusse varie campagne archeologiche in Grecia, Nordafrica, Italia e soprattutto in Dalmazia, da Ptuj in Slovenia (dove, nell'area dell'antica città romana di Poetovio, nel 1918 riportò alla luce il grande tempio di Mitra) a Salona e nell'isola di Lissa in Croazia.
Collaboratore di diverse pubblicazioni storiche sia jugoslave che straniere, fondò e diresse la rivista Vjesnik za arheologiju i historiju dalmatinsku (Bollettino di archeologia e storia dalmate). Dopo la morte, nel 1962, la sua biblioteca personale di circa quattrocento volumi fu donata alla biblioteca del Museo archeologico di Zara.

## Opere pubblicate
- Poetovio. Führer durch die Denkmäler der römischen Stadt, Vienna, Österreichische Staatsdruckerei, 1925.
- Split i okolica, Belgrado, Jadranska Straza, 1928.
- "Die 'Asiatische Aphrodite' aus Virunum", in Beiträge zur älteren europäischen Kulturgeschichte. Festschrift für Rudolf Egger, Klagenfurt, Geschichtsvereins für Kärnten, 1954, pp. 135–138.
- "Denkmäler der Ostgoten im byzantinischen Dalmatien", in Pepragmena tu th' Diethnus Byzantinologiku Synedriu, Atene, Myrtide, 1955-1958, vol. I, p. 109.
- "Gli Ostrogoti nell'antica Dalmazia", in I Goti in Occidente. Problemi, Spoleto, Centro italiano di studi sull'alto medioevo, 1956, pp. 37–41.
- "Die christliche Archäologie in Jugoslawien in den letzten zwanzig Jahren", in Actes du V Congrès International d'Archéologie Chrétienne, Città del Vaticano, Pontificio Istituto di Archeologia Cristiana, 1957, pp. 177–183.
- Jedan doprinos k pitanju oblika hrvatske krune, Zagrabia, 1959.